# Karol Świdziński
Karol Świdziński (ur. 5 lipca 1841 w Skomorochach, zm. 4 czerwca 1877 w Stanisławowie na Pokuciu) – polski poeta.

## Życiorys
Studiował agronomię w Instytucie Agronomicznym i w szkole rolniczej. Przed wybuchem powstania lat 1863-1864 działał w konspiracji razem z Jarosławem Dąbrowskim (który był spokrewniony ze Świdzińskim). W okresie powstania styczniowego walczył jako naczelnik oddziału żandarmerii w bitwach pod następującymi miejscowościami: Skomorochami, Mołoduszynem, Ciotuszą i Krasnobrodem (na Lubelszczyźnie). Po upadku zrywu powstańczego udał się na emigrację najpierw do Galicji, następnie do Belgii, gdzie podjął studia w Gandawie. Przeniósł się do Francji w 1866 r. Tamże pracował wpierw jako rysownik, a później podjął pracę jako agent handlowy. Został profesorem literatury i języka polskiego w batignolskiej szkole w Paryżu. Był członkiem Zjednoczenia Emigracji Polskiej. W latach wojny francusko-pruskiej 1870-1871 walczył w szeregach 223 batalionu gwardii narodowej w randze sierżanta, a w okresie Komuny Paryskiej został awansowany na stopień kapitana w tym samym oddziale. Uczestniczył w walkach w Neuilly i Asnieres.
Należał do sztabu gen. Jarosława Dąbrowskiego. Przydzielono mu zadanie organizacji oddziału gwardii konnej. Został dowódcą uformowanego szwadronu zwiadowców konnych XI dzielnicy Paryża. 1 maja 1871 r. awansowano Świdzińskiego do stopnia podpułkownika. 13 maja podał się do dymisji, gdyż żołnierze oraz oficerowie jego oddziału przeszli pod zwierzchnictwo gen. Bergereta. Wtedy prawdopodobnie w wyniku nieporozumienia został on zaaresztowany, ale zainterweniował sam gen. J. Dąbrowski, który uznał sankcję aresztu za bezzasadną. Potem Świdziński stale towarzyszył Dąbrowskiemu i był przy generale w dniu 23 maja, w chwili, gdy ten został raniony śmiertelnie na barykadzie przy ul. Myrha w dzielnicy Montmartre. Po upadku Komuny Świdziński uciekł do Londynu, gdzie utrzymywał kontakty z I Międzynarodówką i korzystał z pomocy Karola Marksa. Kiedy wyjeżdżał do Galicji, otrzymał od Marksa środki pieniężne, prawdopodobnie przeznaczone na cele propagandowe. Po powrocie do kraju Świdziński przez pewien okres pracował przy budowie linii kolejowej w zaborze austriackim.
Zamieszkał w Krakowie, gdzie podjął pracę w redakcji pisma „Na dziś” (w tym piśmie ukazał się jego znany wiersz, pozytywistyczny Naprzód pracą). Zmarł 6 lat po powrocie do Polski - 4 czerwca 1877 r. w Stanisławowie. W 1878 r. wydano jego Poezje.
Pochowany na Cmentarzu Sapieżyńskim w Stanisławowie. W Stanisławowie ustanowiono jego pomnik.